# Janówka (Słopnice)
Janówka – część wsi Słopnice w Polsce, położona w województwie małopolskim, w powiecie limanowskim, w gminie Słopnice.
W latach 1975–1998 Janówka administracyjnie należała do województwa nowosądeckiego.